# Oleksandr Prevar
Oleksandr Prevar (en ucrainès Oлександр Превар; Khàrkiv, 28 de juny de 1990) és un ciclista ucraïnès, professional des del 2011 i que actualment militant a l'equip Spor Toto Cycling Team.

## Palmarès
- 2016
  - 1r a l'Odessa Grand Prix
- 2017
  - 1r a l'Horizon Park Classic
- 2018
  - Vencedor d'una etapa al Tour de Szeklerland
- 2022
  - 1r al Gran Premi Yahyalı